# Eduardo Epaminondas González Dubón
Eduardo Epaminondas González Dubón (Ciudad de Guatemala, 1 de octubre de 1931–ibídem, 2 de abril de 1994) fue un político, abogado guatemalteco que se desempeñó como magistrado de la Corte Constitucional de Guatemala y asesinado en 1994 cuando era presidente de la misma.

## Vida pública
En 1991 fue electo por el Colegio de Abogados y Notarios de Guatemala como magistrado titular de la Corte de Constitucionalidad, en esa función, votó contra la suspensión del Decreto 57-90, Ley de Compensación Económica por Tiempo de Servicio, y contra la petición del presidente Jorge Serrano Elías de avalar el reconocimiento de la independencia de Belice.
En 1993 asumió como presidente de la Corte de Constitucionalidad, durante ese período ocurrió el Autogolpe de Estado en Guatemala de 1993 provocado por el presidente Jorge Serrano Elías y bajo su liderazgo la corte rechazó dicha acción y jugó un papel decisivo en el fracaso del mismo, por medio de un fallo emitido en el que declaraban inconstitucionales todas las instrucciones emitidas por Serrano Elías, además demandó del Ejército de Guatemala el acatamiento de dicho fallo y la publicación de este en el diario oficial del país.
El 1 de julio de 1993, emitieron un fallo en el que declaraban inhabilitado a Serrano Elías para seguir ejerciendo la presidencia debido a que violó la constitución y también a Gustavo Espina, entonces vicepresidente destituyéndolo de la vicepresidencia y evitando que este asumiera como presidente.. Con ello se permitió el retorno al orden constitucional y el Congreso eligió a nuevo presidente y vicepresidente.
Ese mismo año, González Dubón votó en favor del amparo presentado en contra la realización de una Consulta Popular para modificar sustancialmente la Constitución Política y también había resuelto que los intentos de prolongar el mandato de los diputados en el Congreso era inconstitucional.
En una resolución su voto fue decisivo al aceptar una petición de extradición por narcotráfico presentada por Estados Unidos contra un teniente coronel del ejército. Este oficial era el primer miembro de las fuerzas armadas guatemaltecas cuya extradición era solicitada por Estados Unidos.

## Asesinato
Hasta mucho después se supo, que antes de su asesinato, el funcionario había estado recibiendo amenazas de muerte e incluso alguien había arrojado repetidamente una corona de muerto en su jardín una semana antes de su asesinato.
El Viernes Santo 1 de abril de 1994, a eso de las 23:30 horas aproximadamente, González retornaba de la Antigua Guatemala en compañía de su esposa y de su hijo menor, a su llegada a la capital el abogado fue atacado por hombres armados, frente a su casa de habitación, situada en la zona 2. Fue asesinado a disparos, su esposa logró llevarlo a un hospital cercano y minutos después falleció ya en día 2 de abril. Los proyectiles que le alcanzaron tras haber penetrado la ventanilla trasera de su vehículo eran de calibre 3.80 mm.
En ese momento se entró en un dilema acerca de si el asesinato tuvo una naturaleza política o fue causa de la delincuencia. Como miembro de la corte, González había votado por la extradición a Estados Unidos del Teniente Coronel Carlos Ochoa Ruiz un mes antes de su asesinato. Luego del hecho, los restantes jueces del tribunal constitucional votaron en contra a esta decisión.
Marlon Salazar López y Antonio Trabanino Vargas fueron capturados y encarcelados por el asesinato de González Dubón, ellos fueron condenados a 25 años de cárcel. Un tercer involucrado, Mario Salazar López, fue arrestado, aunque logró inicialmente apelar su sentencia, volvió a prisión en el 2001.
Finalmente en 1996 fueron sentenciadas 6 personas que fueron dejadas en libertad casi de inmediato. Los jueces admitirían después que se vieron obligados a ello por amenazas mortales.

### Reacciones
La muerte del entonces presidente de la Corte de Constitucionalidad dejó un gran vacío y pesar en la comunidad nacional.
Las autoridades insistían en que se trataba de un crimen corriente. Pero ni la familia ni los grupos de Derechos Humanos lo creyeron. Dos días después de su muerte el pedido de extradición que él había autorizado fue anulado, y la documentación relativa a la decisión original fue «extraviada».
El día del sepelio se presentaron numerosos profesionales del derecho, magistrados de la CC, y del Tribunal Supremo Electoral, así como militares, diplomáticos y amigos de la familia, dieron el último adiós al licenciado González Dubón, quien fue enterrado en el cementerio Los Cipreses en la zona 5. También estuvo presente el presidente Ramiro de León Carpio y los ministros de Gobernación, Danilo Parinello Blanco; de Relaciones Exteriores, Maritza Ruiz de Vielman; de Educación, Celestino Tay Coyoy, y otros funcionarios de Gobierno llegaron a dar su pésame a los familiares.
El Procurador de los Derechos Humanos, Jorge Mario García Laguardia declaró que el asesinato del licenciado Epaminondas González Dubón era parte de un «plan de conspiración que agudiza la crisis de ingobernabilidad y que profundiza un vacío de poder».
El presidente en funciones de la CC Gabriel Larios Ochaita dijo: « No cabe la menor duda que el asesinato del licenciado Epaminondas González Dubón es institucional porque va dirigido contra la Corte de Constitucionalidad».